# Luc Leguey
Georges Charles Lucien Leguey, dit Luc Leguey (1876-1940), est un artiste peintre, dessinateur, caricaturiste et écrivain français. Spécialisé dans l'illustration pour enfants, il signait entre autres Luckle Gai et Luc Le Gai.

## Biographie
Né à Paris 9e le 10 janvier 1876 de Georges Étienne Félix Leguey et Marie Pauline Cogniard, Luc Leguey devient l'élève de Jules Lefebvre et Tony Robert-Fleury. Bien qu'il signe quelques scènes de genre et portraits peints, sa production est essentiellement graphique. Il conçoit des affiches et des bandes dessinées publicitaires (Phoscao), et de très nombreux dessins publiés dans des périodiques tels que Fin de Siècle (1896-1903), Le Rire (1894-1903), Le Dom Juan, Gil Blas, La Caricature (1896-1900), Le Journal pour tous, Le Pêle-Mêle (1896-1929), Le Sans-gêne, Le Sourire, Le Charivari, Le Frou-frou (1900-1903), L'Actualité, Almanach Vermot, etc., dans la veine humoristique et grivoise.
À destination d'un public jeune, il collabore à La Jeunesse illustrée de 1903 à 1936, faisant montre parfois d'innovations graphiques à travers des bandes dessinées originales. On trouve également sa signature dans La Joie des enfants, En famille, Les Belles Images (1909-1910), Jean qui rit, Diabolo Journal (1912-1927) où il invente le personnage d'« Aristide Froussard », etc. Il a également conçu des albums ayant pour thème le cirque.
Auteur de quelques textes destinés au théâtre Grand-Guignol, Luc Leguey était sociétaire du Salon des humoristes.
Il avait épousé Marie Hermance Bouillon. Il meurt le 19 janvier 1940 à Levallois-Perret.

## Œuvre

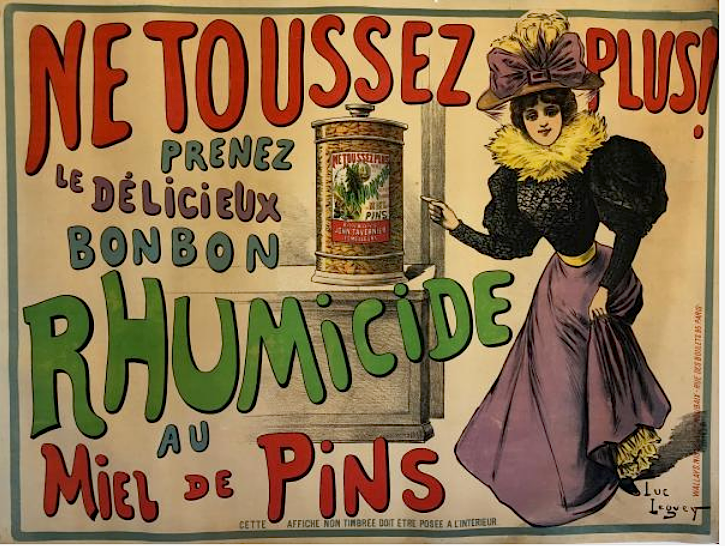
Bonbon Rhumicide, affiche lithographiée, vers 1900.

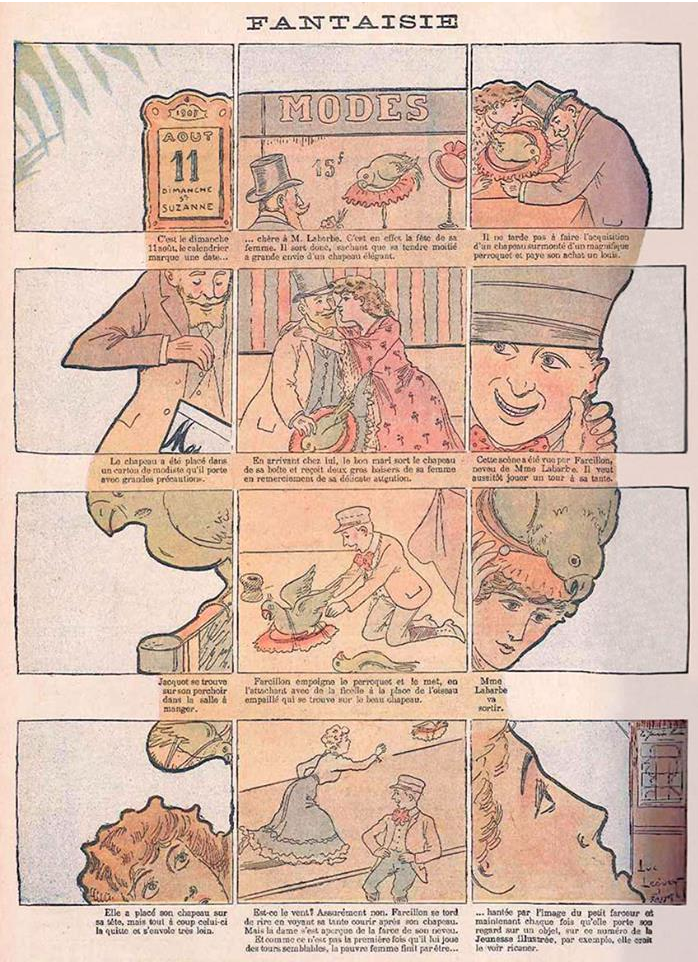
« Fantaisie », publiée dans La Jeunesse illustrée, 1907.

### Affiches
- Bonbon Rhumaticide, Lille, vers 1900.
- Le Théâtre-Pompadour, Paris, vers 1900.

### Ouvrages illustrés
- Cécile-Marie Trouessart, Grandir !, éd. Paul Ducrocq, 1900.
- Georges Thurner, Mademoiselle Flammette, Ducrocq, 1901.
- Sixte Delorme, Le Moulin de Jeannie, Ducrocq, 1902.
- Georges Thurner, À travers l'Afrique. Simone l'Algérienne, préfacé par Hugues Le Roux, Ducrocq, 1903.
- Horace Valbel, Pour passer une heure. Contes et nouvelles illustrées, collectif d'illustrateurs, A. Bugnot, 1904.
- Le grand cirque Fourir : album d'histoires amusantes, L'imagerie de Paris G. Gérardin, 1924.
- Mon guignol, recueil de pièces à jouer, L'imagerie de Paris G. Gérardin, 1924.
- Léon Creux, Le Secret de la Dourada, roman scientifique et d'aventures extraordinaires, Ducrocq, 1925.